# Тврдоћа по Мосовој скали
Мосова скала тврдоће је скала од 10 степени којом се одређује релативна тврдина минерала. Измислио ју је немачки минералог Фридрих Мос 1812. године. Тврдина појединачних минерала у овој скали није сложена пропорцијално. Ова скала је једна од оријентационих скала, а класификација се заснива на томе да ако испитивани минерал може да огребе површину узорка, биће класификован његовом тврдоћом. 
У овој скали минерали су поређани од најмекшег до најтврђег. Пример испитивања релативне тврдине минерала: Ако минерал који се испитује може да огребе површину кварца а и кварц може њега онда ће имати кварцову тврдину, односно, тврдину 7 по Мосовој скали. Уколико минерал који испитујемо може да огребе кварц, а овај не може испитивани минерал онда ће његова тврдоћа бити већа од 7, а уколико исти минерал не може да огребе топаз (топаз има тврдину 8 по Мосовој скали) усваја се да је тврдоћа овог минерала по Мосовој скали 7,5. 
Ову скалу је 1812. увео немачки геолог и минералог Фридрих Мос, у свом Трактату о минералогији;; то је једна од неколико дефиниција тврдоће у науци о материјалима, од којих су неке више квантитативне.
Метод поређења тврдоће посматрањем који минерали могу огребати друге је древног порекла, а помиње га Теофраст у својој расправи О камењу, око  300. п. н. е., а затим Плиније старији у својој Naturalis Historia, око 77. године. Мосова скала је корисна за идентификацију минерала на терену, али није тачан показатељ колико добро су материјали издржљиви у индустријском окружењу – жилавост.

## Употреба
Упркос недостатку прецизности, Мосова скала је релевантна за теренске геологе, који користе скалу да грубо идентификују минерале помоћу комплета за огреботине. Тврдоћа минерала по Мосовој скали се обично може наћи у референтним листовима.
Мосова тврдоћа је корисна при млевењу. Она омогућава процену врсте млина ће најбоље редуковати дати производ чија је тврдоћа позната. Скала се користи код произвођача електронике за тестирање отпорности компоненти екрана са равним екраном (као што је покровно стакло за LCD или инкапсулација за OLED), као и за процену тврдоће екрана осетљивих на додир у потрошачкој електроници.

## Минерали
Мосова скала тврдоће минерала заснива се на способности једног природног узорка минерала да видљиво загребе други минерал. Узорци материје који се користе по Мосу су сви различити минерали. Минерали су хемијски чисте чврсте материје које се налазе у природи. Стене се састоје од једног или више минерала. Као најтежа позната природна супстанца када је скала дизајнирана, дијаманти су на врху скале. Тврдоћа материјала се мери у односу на скалу проналажењем најтврђег материјала који дати материјал може да загребе, или најмекшег материјала који може да изгребе дати материјал. На пример, ако је неки материјал загребан апатитом, али не и флуоритом, његова тврдоћа по Мосовој скали би била између 4 и 5.
„Гребање” материјала за потребе Мосове скале значи стварање нееластичних дислокација видљивих голим оком. Често материјали који су нижи на Мосовој скали могу створити микроскопске, нееластичне дислокације на материјалима који имају већи Мосов број. Иако су ове микроскопске дислокације трајне и понекад оштећују структурни интегритет тврђег материјала, оне се не сматрају „гребањима“ за одређивање броја на Мосовој скали.
Мосова скала је чисто ординална скала. На пример, корунд (9) је двоструко тврђи од топаза (8), али је дијамант (10) четири пута тврђи од корунда. У табели испод приказано је поређење са апсолутном тврдоћом мереном склерометром, са сликовитим примерима.
| Мосова тврдоћа | Минерал              | Хемијска формула      | Апсолутна тврдоћа | Слика |
| -------------- | -------------------- | --------------------- | ----------------- | ----- |
| 1              | Талк                 | Mg3Si4O10(OH)2        | 1                 |       |
| 2              | Гипс                 | CaSO4·2H2O            | 2                 |       |
| 3              | Калцит               | CaCO3                 | 14                |       |
| 4              | Флуорит              | CaF2                  | 21                |       |
| 5              | Апатит               | Ca5(PO4)3(OH−,Cl−,F−) | 48                |       |
| 6              | ортоклас, (фелдспат) | KAlSi3O8              | 72                |       |
| 7              | Кварц                | SiO2                  | 100               |       |
| 8              | Топаз                | Al2SiO4(OH−,F−)2      | 200               |       |
| 9              | Корунд               | Al2O3                 | 400               |       |
| 10             | Дијамант             | C                     | 1500              |       |

На Мосовој скали, плоча са пругама (неглазирани порцелан) има тврдоћу од приближно 7,0. Коришћење ових обичних материјала познате тврдоће може бити једноставан начин за апроксимацију положаја минерала на скали.

## Средња тврдоћа
Табела у наставку садржи додатне супстанце које могу пасти између нивоа:
| Тврдоћа      | Супстанца или минерал |
| ------------ | --- |
| 0,2–0,3      | цезијум, рубидијум |
| 0,5–0,6      | литијум, натријум, калијум, восак за свеће                                                                                      |
| 1            | талк |
| 1,5          | галијум, стронцијум, индијум, калај, баријум, талијум, олово, графит, лед                                                       |
| 2            | хексагонални бор нитрид, калцијум, селен, кадмијум, сумпор, телур, бизмут, гипс                                                 |
| 2–2,5        | халит (камена со), нокат, лискун                                                                                                |
| 2,5–3        | злато, сребро, алуминијум, цинк, лантан, церијум, џет                                                                           |
| 3            | калцит, бакар, арсен, антимон, торијум, дентин, креда                                                                           |
| 3,5          | платина |
| 4            | флуорит, гвожђе, никл |
| 4–4,5        | обичан челик |
| 5            | апатит (зубна глеђ), цирконијум, паладијум, опсидијан (вулканско стакло)                                                        |
| 5,5          | берилијум, молибден, хафнијум, стакло, кобалт                                                                                   |
| 6            | ортоклас, титанијум, манган, германијум, ниобијум, уранијум, родијум                                                            |
| 6–7          | топљени кварц, гвоздени пирит, силицијум, рутенијум, иридијум, тантал, опал, перидот, танзанит, родијум, жад, гранат, пирит     |
| 7            | осмијум, кварц, ренијум, ванадијум                                                                                              |
| 7,5–8        | смарагд, берил, циркон, волфрам, спинел                                                                                         |
| 8            | топаз, кубни цирконијум, каљени челик, спинел                                                                                   |
| 8,5          | кризоберил, хром, силицијум нитрид, тантал карбид                                                                               |
| 9            | корунд (укључујући сафир и рубин), волфрам карбид, титанијум нитрид, алуминијум оксид                                           |
| 9–9,5        | силицијум карбид (карборунд), цирконијум карбид, глиница, берилијум карбид, титанијум карбид, алуминијум борид, бор карбид.     |
| 9,5–близу 10 | бор, бор нитрид, ренијум диборид (a-оса), стишовит, титанијум диборид, моисанит (кристални облик силицијум карбида), бор карбид |
| 10           | дијамант, карбонадо |

## Поређење са Викерсовом скалом
Поређење између Мосове и Викерсове тврдоће:
| Име минерала | Тврдоћа (Мос) | Тврдоћа (Викерс) (kg/mm2) |
| ------------ | ------------- | ------------------------- |
| Графит       | 1–2           | VHN10 = 7–11              |
| Калај        | 1,5           | VHN10 = 7–9               |
| Бизмут       | 2–2,5         | VHN100 = 16–18            |
| Злато        | 2,5           | VHN10 = 30–34             |
| Сребро       | 2,5           | VHN100 = 61–65            |
| Халкоцит     | 2,5–3         | VHN100 = 84–87            |
| Бакар        | 2,5–3         | VHN100 = 77–99            |
| Галенит      | 2,5           | VHN100 = 79–104           |
| Сфалерит     | 3,5–4         | VHN100 = 208–224          |
| Хизлвудит    | 4             | VHN100 = 230–254          |
| Каролит      | 4,5–5,5       | VHN100 = 507–586          |
| Гетит        | 5–5,5         | VHN100 = 667              |
| Хематит      | 5–6           | VHN100 = 1.000–1.100      |
| Хромит       | 5,5           | VHN100 = 1.278–1.456      |
| Анатаз       | 5,5–6         | VHN100 = 616–698          |
| Рулит        | 6–6,5         | VHN100 = 894–974          |
| Пирит        | 6–6,5         | VHN100 = 1,505–1.520      |
| Бовијеит     | 7             | VHN100 = 858–1,288        |
| Јуклејс      | 7,5           | VHN100 = 1.310            |
| Хромијум     | 8,5           | VHN100 = 1.875–2.000      |